# Línea 75 (Buenos Aires)
La Línea 75 es una línea de colectivos del Área Metropolitana de Buenos Aires. Une el barrio de Balvanera con Lanús.
Es operada junto a las líneas 32, 128 y 158 por El Puente S.A.T. (empresa de Grupo D.O.T.A)

## Recorridos

### Lanús-Estación Once de Setiembre(Ramal Por Colombres)
- IDA:Desde Estación Lanús por 20 de Octubre, Juan Piñeiro, 20 De Septiembre, 25 De Mayo, Concejal Héctor Noya, Gobernador Carlos Tejedor, Enrique Fernández, Coronel D'Elía, Avenida Bernardino Rivadavia, Gobernador Manuel Ocampo, José Ignacio Rucci, República Argentina, Coronel Luna, Alfredo L. Palacios, Avenida Remedios De Escalada De San Martín, Cruce Puente Alsina, Avenida Sáenz, Avenida Almafuerte, Enrique Ochoa, Dekay, Quilmes, Castro, Inclan, Colombres, Estados Unidos, 24 de Noviembre, Doctor Tomás Manuel De Anchorena hasta Bartolomé Mitre.

- REGRESO:Desde Dársena 1 - Plaza Miserere por Avenida Pueyrredón, Avenida Rivadavia, General Urquiza, Avenida Independencia, Avenida Boedo, Avenida Sáenz, Cruce Puente Alsina, Avenida Remedios De Escalada De San Martín, Presidente Teniente General Juan Domingo Perón, Habana, Senador Francisco Quindimil, Yatay, Brasil, E. J. Farrell, Callao, José Ignacio Rucci, Liniers, Pilcomayo, Gral. R. Balcarce, Santiago Plaúl, José María Moreno, Avenida San Martín, José María Moreno, Santiago Del Estero, 25 de Mayo, Margarita Weild, ingresando a la Terminal De Ómnibus de la Estación Lanús.

## Recorridos Inactivos

### Lanús-Retiro(Ramal Por Colombres)
- IDA:Desde Estación Lanús por 20 de Octubre, Juan Piñeiro, 20 De Septiembre, 25 De Mayo, Concejal Héctor Noya, Gobernador Carlos Tejedor, Enrique Fernández, Coronel D'Elía, Avenida Bernardino Rivadavia, Gobernador Manuel Ocampo, José Ignacio Rucci, República Argentina, Coronel Luna, Alfredo L. Palacios, Avenida Remedios De Escalada De San Martín, Cruce Puente Alsina, Avenida Sáenz, Avenida Almafuerte, Enrique Ochoa, Dekay, Quilmes, Castro, Inclan, Colombres, Estados Unidos, 24 de Noviembre, Doctor Tomás Manuel De Anchorena, Bartolomé Mitre, Avenida Pueyrredon, Viamonte, Libertad, Avenida Santa Fe, San Martín, Avenida Eduardo Madero, Avenida Doctor José María Ramos Mejía, Avenida Antártida Argentina, Mayor Arturo Pedro Luisoni, Cabo Teodoro P. Fels, Gendarmería Nacional, Calle N.º 8 hasta Calle N.º 5.

- REGRESO:Desde calle n.º 8 y calle n.º 5 por calle n.º 8, calle n.º 5, ingreso a Estación Terminal de Ómnibus Retiro por calle interna sin Nombre, Avenida Antártida Argentina, Avenida Doctor José María Ramos Mejía, Juncal, Talcahuano, Avenida Córdoba, Avenida Pueyrredón, Avenida Rivadavia, General Urquiza, Avenida Independencia, Avenida Boedo, Avenida Sáenz, Cruce Puente Alsina, Avenida Remedios De Escalada De San Martín, Presidente Teniente General Juan Domingo Perón, Habana, Senador Francisco Quindimil, Yatay, Brasil, E. J. Farrell, Callao, José Ignacio Rucci, Liniers, Pilcomayo, Gral. R. Balcarce, Santiago Plaúl, José María Moreno, Avenida San Martín, José María Moreno, Santiago Del Estero, 25 de Mayo, Margarita Weild, ingresando a la Terminal De Ómnibus de la Estación Lanús.

### Lanús-Retiro(Ramal PorHospital Penna)
- IDA:Desde Estación Lanús por 20 de Octubre, Juan Piñeiro, 20 de Setiembre, 25 de Mayo, Concejal Héctor Noya, Gobernador Carlos Tejedor, Enrique Fernández, Coronel D'Elía, Avenida Bernardino Rivadavia, Gobernador Manuel Ocampo, José Ignacio Rucci, República Argentina, Coronel Luna, Alfredo L. Palacios, Avenida Remedios De Escalada De San Martín, Cruce Puente Alsina, Avenida Sáenz, Avenida Almafuerte, Sánchez De Loria, Avenida Brasil, 24 de Noviembre, Doctor Tomás Manuel De Anchorena, Bartolomé Mitre, Avenida Pueyrredón, Viamonte, Libertad, Avenida Santa Fe, San Martín, Avenida Eduardo Madero, Avenida Doctor José María Ramos Mejía, Avenida Antártida Argentina, Mayor Arturo Pedro Luisoni, Cabo Teodoro P. Fels, Gendarmería Nacional, Calle N.º 8 hasta Calle N.º 5.

- REGRESO:Desde calle n.º 8 y calle n.º 5 por calle n.º 8, calle n.º 5, ingreso a Estación Terminal de Ómnibus Retiro por calle interna, Avenida Antártida Argentina, Avenida Doctor José María Ramos Mejía, Juncal, Talcahuano, Avenida Córdoba, Avenida Pueyrredón, Avenida Rivadavia, General Urquiza, Rondeau, 24 de Noviembre, Pepirí, Profesor Doctor Pedro Chutro, Achala, Avenida Sáenz, Cruce Puente Alsina, Avenida Remedios De Escalada De San Martín, Presidente Teniente General Juan Domingo Perón, Habana, Senador Francisco Quindimil, Yatay, Brasil, E. J. Farrell, Callao, José Ignacio Rucci, Liniers, Pilcomayo, Gral. R. Balcarce, Santiago Plaúl, Santiago Del Estero, 25 De Mayo, Margarita Weild hasta Estación Lanús.